# Il favoloso dottor Dolittle
Il favoloso dottor Dolittle (Doctor Dolittle) è un film del 1967 diretto da Richard Fleischer e tratto da una serie di 14 libri scritta da Hugh Lofting.
Il film ebbe una lunga e travagliata fase di lavorazione che ne protrasse i tempi di produzione causa varie complicazioni inerenti alle location scelte e problemi tecnici dovuti al gran numero di animali utilizzati per le riprese del film. La pellicola superò il budget stimato di 6 milioni di dollari venendo a costare circa il triplo.
Alla sua uscita il film non venne accolto positivamente dalla critica, ma riuscì, attraverso un intenso lavoro di marketing da parte della casa produttrice, ad essere candidato all'Oscar come Miglior film, e a vincere l'Academy Award per la miglior canzone originale (Talk to the Animals) e i migliori effetti speciali.

## Trama
Un giorno Matthew presenta al giovane Tommy il famoso dottor John Dolittle, un medico che ha una particolare caratteristica: egli sa parlare con gli animali. John Dolittle era un medico che, stanco del rapporto con i pazienti umani, decide di farsi insegnare dal suo pappagallo Polynesia la lingua degli animali. Egli ora conosce quasi 500 lingue, e quindi si ritiene pronto ad inseguire il suo sogno: incontrare il Gasteropodone marino rosa, una specie leggendaria che in molti ritengono non esista. Tale sogno però sembra destinato a non avverarsi per motivi economici.
L'operato del Dottor Dolittle però gli fa guadagnare le antipatie del magistrato della città, e di sua nipote Emma, la quale non crede che egli parli realmente con gli animali e che vorrebbe essere trattata come un uomo. Un giorno il Dottor Dolittle riceve un regalo dal suo amico Pennalunga un rarissimo animale a due teste, consigliandogli di venderlo al circo per ricavare il necessario per il viaggio.
Nel corso della sua esperienza circense, il dottore cura la depressione della foca Sofia, aiutandola a scappare per raggiungere suo marito al polo nord: per questo viene processato e - nonostante abbia dimostrato pubblicamente di riuscire a parlare con il cane del magistrato - viene arrestato e mandato in un manicomio. Tuttavia la sua prigionia dura poco, in quanto viene aiutato ad evadere dai suoi amici animali (guidati da Polynesia), e assieme a Matthew, Tommy e Polynesia decide di partire a bordo dell'Affondabile per la ricerca del Gasteropodone rosa marino.
A viaggio inoltrato, si scopre che Emma si è imbarcata clandestinamente sull'Affondabile, per ricercare l'animale (con la complicità di Matthew). Il dottor Dolittle però fa rimanere la donna a bordo, a patto che essa svolga tutti i lavori richiesti (compiacendo il suo desiderio di essere trattata come un uomo). La meta scelta dalla ciurma è l'isola Stella Marina, un'isola che si muove continuamente e che l'ultima volta è stata avvistata nell'Oceano Pacifico, mentre ora si trova nelle vicinanze della costa africana.
Una forte tempesta distrugge l'Affondabile, e il giorno dopo tutti i membri della spedizione sono sani e salvi (eccetto Emma, della quale non si hanno notizie). In un primo tempo, il dottor Dolittle decide di attraccare comunque sull'isola Stella Marina da poco avvistata; successivamente si mostra preoccupato per Emma e decide di iniziare a cercarla. Fortunatamente la ricerca dà subito i suoi frutti, ma il dottore ed Emma vengono catturati dalla tribù di indigeni del luogo. In realtà si scopre che non si tratta di una tribù di indigeni, ma di una civiltà evoluta che ha come scopo la conservazione di libri antichi e che basa le proprie azioni su ciò che è scritto su un grande libro.
Dolittle curerà tutti gli animali dell'isola, poi salverà quest'ultima dalla deriva grazie all'aiuto di una balena, infine rischierà (assieme al resto dei suoi compagni) di essere arso vivo per aver fatto cadere un masso nel vulcano. All'ultimo momento l'isola si ricongiunge con la terraferma e tutte le accuse decadono.
Finalmente il dottore potrà partire alla ricerca del Gasteropodone marino rosa, scoprendo che vive in una grotta al di sotto dell'isola da un mese e che è malato. Il dottore lo cura, e poi decide di restare sull'isola (mentre tutti gli altri torneranno in Inghilterra a bordo del Gasteropodone). Prima di partire, Emma confessa i suoi sentimenti nei confronti del dottore, e lo bacia.
Qualche giorno dopo il dottor Dolittle riceve la visita della foca Sofia (accompagnata dal marito), che gli porta la notizia che tutti gli animali d'Inghilterra sono in sciopero e che, di conseguenza, il magistrato ha deciso di far cadere le accuse nei confronti del dottore, il quale ora è libero di tornare in città. E per il suo arrivo pensa ad un rientro col botto, a bordo della Falena Gigante...

## Produzione
La 20th Century Fox aveva originariamente pianificato di riunire Rex Harrison con Alan Jay Lerner & Frederic Loewe, dopo il successo di My Fair Lady, ma Loewe si era ormai ritirato dallo show business ed aveva smesso di scrivere musical. Lerner era stata la prima scelta per la stesura del copione, ma venne licenziato dal produttore Arthur P. Jacobs il 7 maggio 1965 per i suoi continui ritardi nel completare il lavoro protrattisi per oltre un anno. Allora Jacobs cercò di ingaggiare gli Sherman Brothers, ma erano sotto contratto con la Walt Disney. Inoltre, Lerner fu rimpiazzato da Leslie Bricusse, che era in un periodo fortunato grazie al successo del musical Stop the World: I Want to Get Off. Determinato a dare una buona impressione di se in occasione del suo primo incarico per una sceneggiatura, Bricusse si rivelò subito molto propositivo, suggerendo numerose idee durante la prima riunione con Jacobs svoltasi il 6 maggio 1965, e successivamente producendo in soli due mesi un copione completo con incluse vari consigli per delle canzoni da inserire nel film, riuscendo inoltre a smorzare in modo efficace il contenuto razzista del libro in un adattamento che incontrò l'approvazione della vedova di Hugh Lofting. La sostituzione di Lerner con Bricusse diede a Harrison la possibilità di far valere i suoi diritti contrattuali, chiedendo che l'attore inizialmente proposto per la parte di Bumpo, Sammy Davis Jr., fosse rimpiazzato da Sidney Poitier, nonostante il fatto Poitier non fosse un interprete di musical. Alla fine, il ruolo di Bumpo venne tagliato del tutto. La richiesta di Harrison non esaudita, portò i produttori a contattare Christopher Plummer come sostituto per la parte del protagonista, ma quando Harrison decise di restare, la direzione pagò Plummer per lasciare la produzione. Per il film fu inizialmente stanziato un budget di 6 milioni di dollari, ma alla fine costò il triplo.
Per la parte della protagonista femminile, affidata a Samantha Eggar, venne inizialmente contatta anche Julie Andrews.
Le scene girate nel villaggio furono filmate a Castle Combe nel Wiltshire. La produzione non prese in considerazione il fatto che gli animali addestrati per il film sarebbero stati messi in quarantena all'arrivo in Gran Bretagna, rendendo così necessario il noleggio di nuovi animali presi sul posto con costi extra considerevoli per non fermare la produzione. Inoltre scelse di ignorare le cattive previsioni del tempo della zona, con il risultato che le continue piogge interferirono nelle riprese e causarono problemi di salute a diversi animali. Alcune delle decisioni prese dalla produzione (come rimuovere le antenne tv dalle case in loco) irritarono la popolazione delle location scelte per le riprese. Una diga artificiale costruita dalla produzione venne distrutta dall'ufficiale britannico (e futuro esploratore) Ranulph Fiennes, in quanto egli riteneva che rovinasse il paesaggio. La produzione fu costretta a ricostruire alcuni set in California per rigirare le scene. Alla fine al film furono necessari quattro anni per essere completato.
Alcune scene furono girate a Marigot Bay, Saint Lucia; anche questa location si rivelò problematica: il set era infestato dagli insetti e le frequenti tempeste tropicali causarono ritardi nella lavorazione. La scena finale con la lumaca gigante si complicò non solo a causa del cattivo design del grande oggetto di scena, ma anche perché i bambini dell'isola erano stati recentemente colpiti da un'epidemia gastrointestinale causata da lumache d'acqua dolce, e una folla di locali inferociti gettò sassi alla lumaca gigante.
Conflitti personali si aggiunsero alle tensioni durante la produzione. Anthony Newley era irritato dai commenti fatti da Harrison, che egli riteneva antisemiti. Harrison era apparentemente geloso dell'ebreo Newley, e chiese che il suo ruolo nel film fosse ridimensionato ed alcune sue scene eliminate. Geoffrey Holder fu oggetto di scherzi razzisti da parte dell'entourage di Harrison. I membri più giovani del cast crebbero nel risentimento e nell'odio verso Harrison a causa di questi abusi.
Oltre 1,200 animali furono utilizzati nella produzione del film, inclusi cani, maiali, volatili, e persino giraffe. Una giraffa morì sul set prima che l'assicurazione entrasse in vigore. Si racconta che una capra mangiò un copione e un pappagallo imparò la parola "cut" a furia di sentirla continuamente sul set. In una scena, delle anatre furono piazzate in un laghetto, ma avendo apparentemente dimenticato come si nuotasse, iniziarono ad affogare. I membri della troupe dovettero gettarsi in acqua per salvarle. Infine, molti degli animali morsero e defecarono su membri del cast e della troupe.
Appena prima dell'uscita nelle sale del film, la 20th Century Fox venne citata in giudizio per la somma di 4.5 milioni di dollari da Helen Winston, una produttrice coinvolta nelle prime fasi di lavorazione della pellicola. La donna affermò che il punto della trama dove gli animali minacciano di scioperare per conto di Dolittle, era stato preso di peso dalla sua proposta di sceneggiatura rifiutata. Bricusse, che aveva letto la sceneggiatura della Winston, pensò che l'idea fosse stata tratta dai libri e la incluse per errore nel suo stesso trattamento. Poiché i produttori avevano solo i diritti del contenuto dei libri originali, non avevano alcun appiglio legale al quale ricorrere e furono costretti a risolvere la questione in via stragiudiziale. Lo sciopero degli animali è menzionato nel film ma la scena non venne mai effettivamente girata.

## Riconoscimenti
- 1968 - Premio Oscar
  - Migliori effetti speciali a L. B. Abbott
  - Miglior canzone (Talk To The Animals) a Leslie Bricusse
  - Candidatura Miglior film a Arthur P. Jacobs
  - Candidatura Migliore scenografia a Mario Chiari, Jack Martin Smith, Ed Graves, Walter M. Scott e Stuart A. Reiss
  - Candidatura Migliore fotografia a Robert Surtees
  - Candidatura Miglior montaggio a Samuel E. Beetley e Marjorie Flower
  - Candidatura Miglior sonoro alla 20th Century Fox (SSD)
  - Candidatura Miglior colonna sonora a Leslie Bricusse
  - Candidatura Miglior colonna sonora adattata a Lionel Newman e Alexander Courage
- 1968 - Golden Globe
  - Miglior attore non protagonista a Richard Attenborough
  - Candidatura Miglior film commedia o musicale
  - Candidatura Miglior attore in un film commedia o musicale a Rex Harrison
  - Candidatura Miglior colonna sonora a Leslie Bricusse
  - Candidatura Miglior canzone (Talk To The Animals) a Leslie Bricusse

## Curiosità
- Tentativi di merchandising collegati al film fallirono miseramente. Il pubblico venne bombardato da oltre 300 differenti prodotti tra i quali scegliere già mesi prima dell'uscita del film nelle sale. La varietà dei prodotti spaziava da bambolotti parlanti e colonne sonore a scatole di cereali per la colazione e persino cibo per animali. Tuttavia, gli sforzi del marketing non ebbero presa sulla gente e circa 200 milioni di dollari di merchandise rimasero invenduti. Il fallimento nelle vendite diminuì sensibilmente l'interesse degli studi cinematografici per simili tentativi di marketing per anni. Nel 1977 George Lucas approfittò di questa tendenza per acquisire il controllo del merchandise collegato al film Guerre stellari, ed ottenere enormi ricavi da esso.[senza fonte]
- Nell'episodio n. 2 della ventisettesima stagione de I Simpson, viene citato il film mostrandone alcune scene.